# アヤム・セマニ

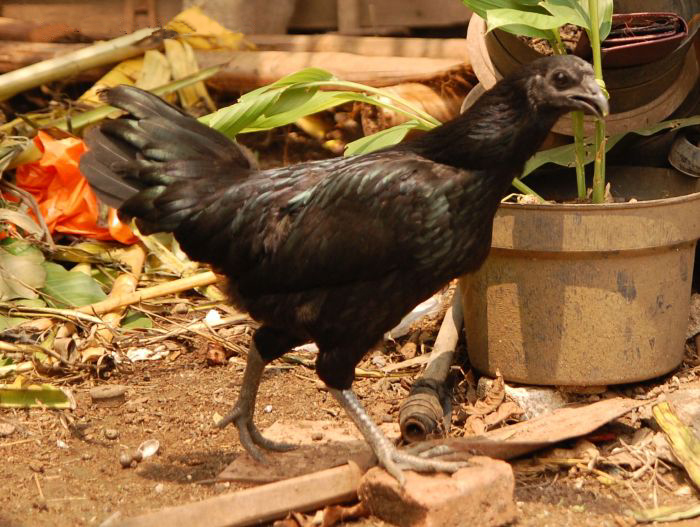
アヤム・セマニの雌

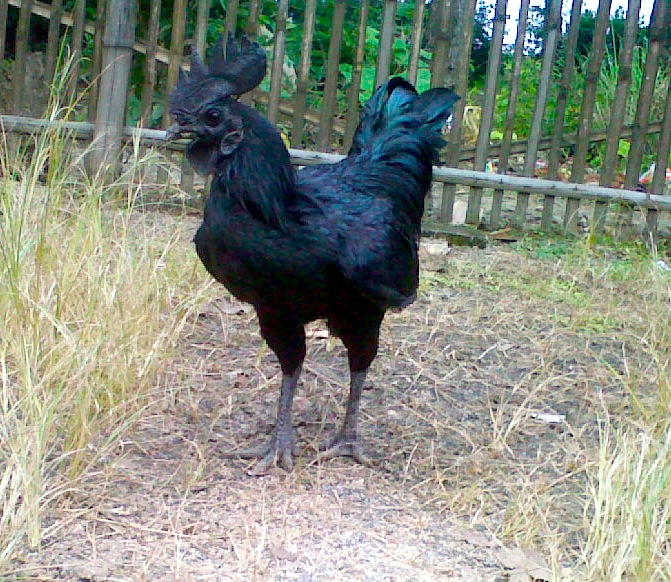
アヤム・セマニの雄

アヤム・チュマニ（インドネシア語: ayam cemani [アヤム・チュマニ]）はインドネシア原産のニワトリの品種である。

## 起源
アヤムはインドネシア語で「ニワトリ」を、チュマニはジャワ語で「真っ黒」をそれぞれあらわし、インドネシアのジャワ島に起源をもつ。
1998年にオランダ人の飼育家、ヤン・ステフェリンク（Jan Steverink）によってはじめてヨーロッパに持ち込まれ、現在はオランダ、ドイツ、スロバキア、チェコで個体群が保存されている。しかしそれ以前から、スウェディッシュ・ブラック・チキン（Swedish Black chicken）などの由来のはっきりしないアヤム・セマニの変種が各地で飼育されていた。これらはアフリカやアジアの各地に広く関係を持っていたオランダ東インド会社の船員が持ち込んだものが定着しそれぞれに交雑を経て現在の形質に収まったものだと考えられている。

## 特徴
外見は全身真っ黒である。黒く艶のある羽毛は緑を帯びた光を反射させる。足、爪、くちばし、そして舌、とさか、肉髯にいたるまで黒。肉、骨はおろか内臓までも黒い。体重は雄鶏で2〜2.5キログラム、雌鳥は1.5〜2キログラム。雌鳥はねぐらを定めず、ピンクを帯びた平均45グラム白いたまごを年間80個ほど産む。
血液に関しては様々に描写、あるいは噂されることがある。しかし顕著に濃い色ではあるが、アヤム・セマニの血液は黒ではない。